# 吴肇毅
吴肇毅（1965年4月22日—），中国广东云浮人，围棋职业九段棋手。他11岁学棋，13岁进体校，1982年定为三段，1996年5月升为九段。他曾获1993年第4届棋王战本赛亚军，1995年第3届永大杯冠军，全国国手邀请赛冠军，1997年第7届宝胜电缆杯冠军。1997年在大连创办吴肇毅围棋俱乐部，1999年与郑弘、汪见虹合作创办三九段围棋道场，后独立创办吴肇毅围棋道场，培养出时越、柁嘉熹、檀啸等多位围棋世界冠军。2010年起在广东东湖棋院担任教练。

## 职业生涯
1987年新秀菊花杯冠军。1989年牟铜杯邀请赛冠军。1991年，进入第4届中国围棋名人战循环圈，获得第4名得以留在循环圈；1992年，进入第5届名人战循环圈；1993年，进入第6届名人战循环圈。1994年全国围棋个人赛男子组第四名。1995年全国围棋个人赛男子组第五名。
1987年代表中国参加第七届中日围棋擂台赛，负于日本先锋小松英树八段。